# Nhị (thực vật)

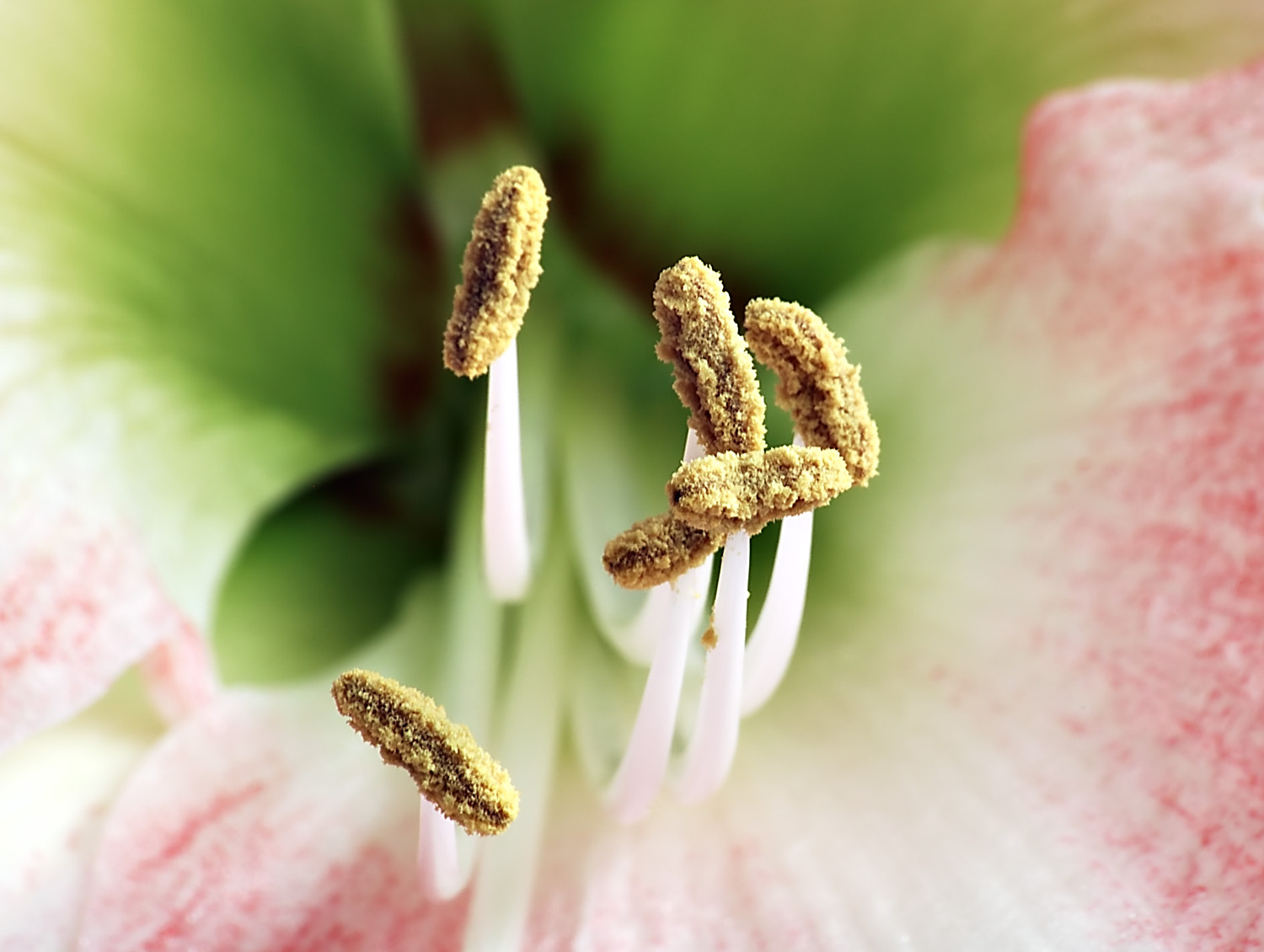
Các nhị của một bông hoa Hippeastrum với các chỉ nhị màu trắng và bao phấn nổi bật mang phấn hoa

Nhị là cơ quan sinh dục sản sinh ra phấn hoa của một bông hoa. Nhiều nhị hợp lại tạo thành bộ nhị.

## Hình thái học và thuật ngữ
Một nhị thường chứa một sợi gọi là chỉ nhị và một bao phấn chứa túi bào tử đực. Các bao phấn phổ biến nhất có hai nửa và được đính với chỉ nhị hoặc là ở gốc hoặc là ở lưng bao phấn. Phần mô vô trùng giữa hai nửa được gọi là chung đới. Một hạt phấn phát triển từ một tiểu bào tử trong một túi bào tử đực và chứa thể giao tử đực.
Các nhị của hoa được gọi chung là bộ nhị. Bộ nhị có thể chứa ít nhất là một nửa nhị như đối với loài Canna hoặc nhiều nhất là 3.482 nhị như đã được đếm ở loài Carnegiea gigantea. Bộ nhị ở những loài thực vật khác nhau tạo nên một sự đa dạng lớn về quy luật, một vài trong số chúng cực kỳ phức tạp. Nó bao bọc bộ nhụy và được bao bọc bởi bao hoa. Một vài thành viên của Triuridaceae, cụ thể là loài Lacandonia schismatica, thì là ngoại lệ ở việc bộ nhụy của chúng bao bọc ngoài bộ nhị.

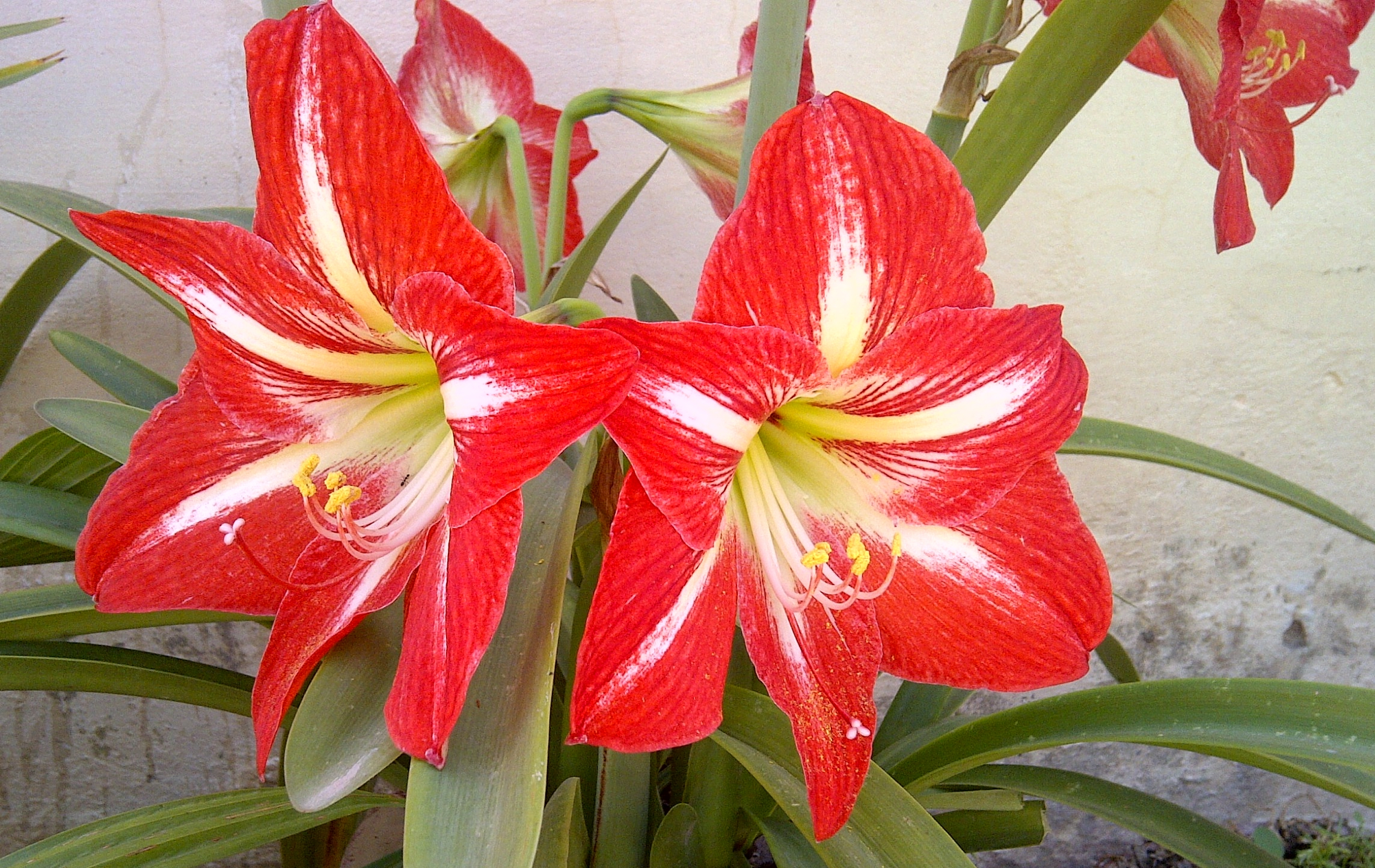
Hoa Hippeastrum với nhị ở bên trên vòi nhụy (với đầu nhụy ở tận cùng)

## Sản xuất phấn hoa
Một bao phấn thông thường chứa bốn túi bào tử đực. Các túi bào tử đực tạo thành các túi hoặc nang (khoang) trong bao phấn (túi phấn hoặc nang phấn). Hai khoang tách biệt ở mỗi bên bao phấn có thể hợp nhất lại thành một khoang duy nhất. Mỗi túi bào tử đực được xếp với một lớp mô dưỡng chất gọi là tapetum và ban đầu chứa các tế bào phấn hoa lưỡng bội mẹ. Những tế bào này trải qua quá trình giảm phân để hình thành nên các bào tử đơn bội. Các bào tử có thể vẫn duy trì trạng thái dính vào nhau thành một bộ bốn hoặc tách nhau ra sau giảm phân. Mỗi tiểu bào tử sau đó lại trải qua quá trình gián phân để tạo nên một thể giao tử đực chưa trưởng thành gọi là hạt phấn.
Phấn hoa cuối cùng được thả đi khi bao phấn tách ra. Chúng có thể tách thành hình khe dài như đối với các loài thuộc họ Ericaceae, hoặc bằng van, như đối với các loài thuộc họ Berberidaceae). Ở một số thực vật, nhất là các thành viên của họ Orchidaceae và Asclepiadoideae, phấn hoa vẫn tụ tập thành một đám gọi là khối phấn, đây là một đặc trưng nhằm thích nghi với những tác nhân thụ phấn nhất định như chim hoặc côn trùng. Phổ biến hơn, các hạt phấn trưởng thành sẽ tách ra và được gió, nước, côn trùng, chim hoặc các nhân tố giúp thụ phấn khác phân tán đi.
Phấn hoa của thực vật hạt kín phải được đưa tới đầu nhụy, bề mặt tiếp xúc của lá noãn, của một bông hoa tương thích, để có thể thụ phấn thành công. Sau khi tới nơi, hạt phấn (một thể giao tử đực chưa trưởng thành) thường sẽ hoàn tất quá trình phát triển của mình. Nó sẽ mọc ra một ống phấn và trải qua quá trình nguyên phân và sản sinh ra hai nhân tinh trùng.

## Sinh sản hữu tính ở thực vật

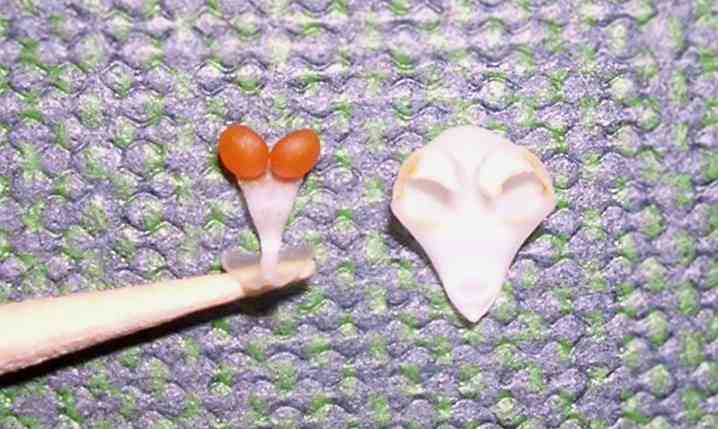
Nhị với những khối phấn và bao phấn. Hoa lan Phalaenopsis.

Đối với một bông hoa điển hình (tức là, đối với đa phần các loài thực vật có hoa), mỗi bông hoa đều có lá noãn và nhị. Tuy nhiên ở một số loài, hoa có thể đơn tính với chỉ lá noãn hoặc nhị. (lưỡng tính = có thể thấy cả hai loại hoa trên cùng một cây; phân tính = chỉ có thể tìm thấy hai loại hoa trên các cây khác nhau). Bông hoa chỉ có nhị gọi là hoa đực. Bông hoa chỉ có lá noãn gọi là hoa cái.